# Чемпіон (сорт яблук)
Чемпіон — сорт яблуні домашньої, який вивели чеські селекціонери 1970 року  від схрещування яблунь голден делішес і ренет оранжевий Кокса. Найбільшим експортером цих яблунь в Європі є Польща. Проходить первинне випробування у Степу, Лісостепу та південному Поліссі України.

## Основні характеристики сорту
Дерева низькорослі. Мають овальну, середньозважену крону. Починає плодоносити у віці 3 років. Плодоносіння стабільне. У віці 6 років дає до 25 кг з дерева. Урожайність з одного гектара дорослих яблунь може сягати 500 ц. Плодоносить на кільчатках, списиках, плодових прутиках.
Цвіте дружно і рясно в середні строки.
Найкращими запилювачами вважають — алкмене, Джеймс Грів, лобо, пріам, теремок.
Плоди більшого за середній розміру (160–190 г), доволі одномірні, округло-овальні, з оранжево-червоним смугастим розмитим рум'янцем на більшій частині поверхні Шкірочка тонка, дуже щільна, еластична, суха. М'якуш яблук середньої щільності, ароматний, дуже соковитий, на смак — кислувато-солодкий (оцінка смаку — 4,7-4,7). Знімна стиглість настає у другій декаді вересня, споживча - у жовтні. У звичайному сховищі можуть лежати до 2-х місяців, у холодильнику - до п'яти.

## Переваги та недоліки
Зимостійкість та стійкість до борошнистої роси середня, до парші — висока. За іншими даними сорт схильний до захворювання паршею. Транспортабельність яблук середня. Яблуні чутливі до гіркої ямчатості.

## Галерея

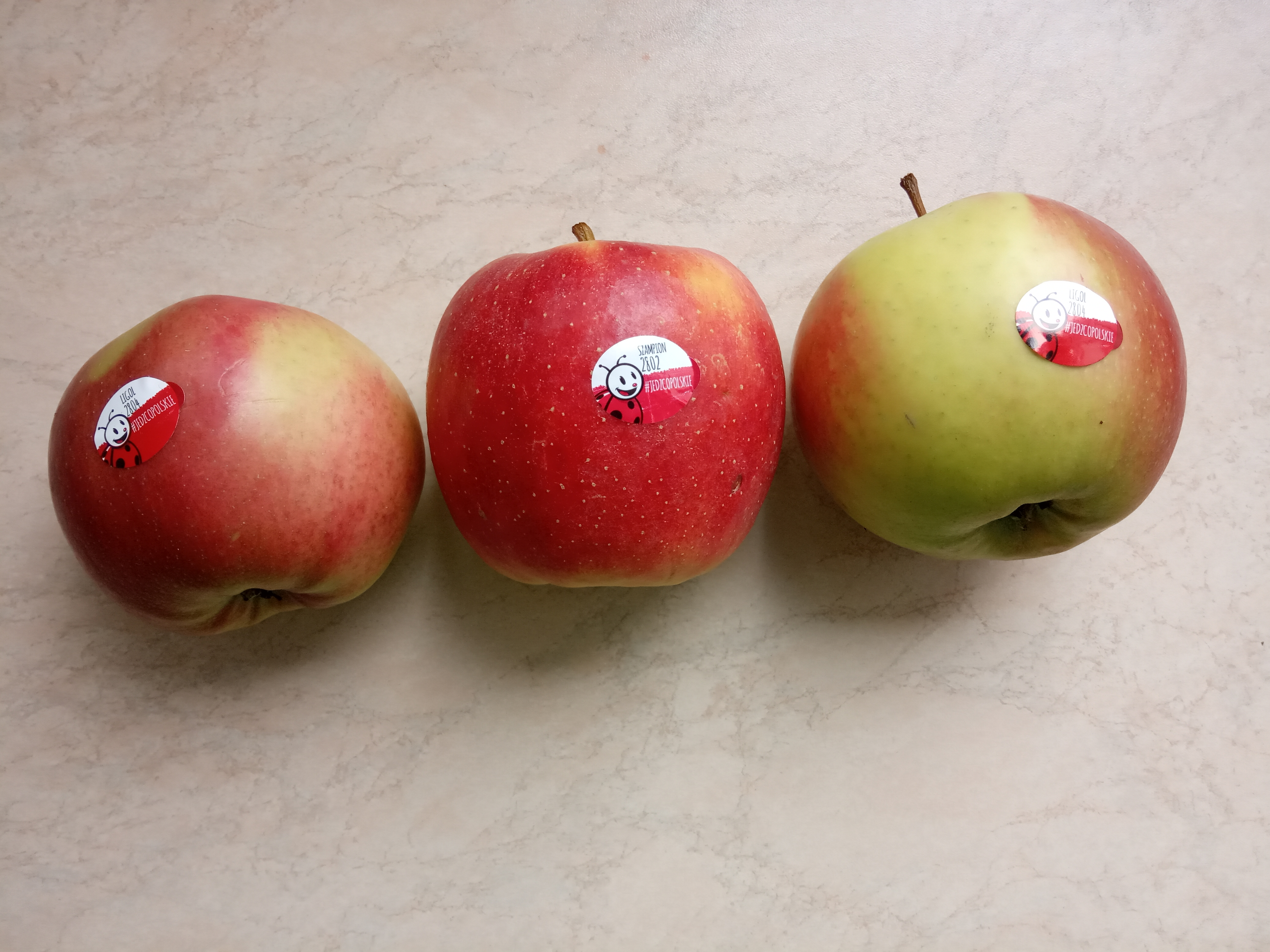
В центрі — Чемпіон 2802, по бокам — Лігол 2804, Вроцлав, Польща, 2019